# Wyłkowyszki (stacja kolejowa)
Wyłkowyszki (lit. Vilkaviškis) – stacja kolejowa w miejscowości Didieji Šelviai, w rejonie wyłkowyskim, w okręgu mariampolskim, na Litwie. Położona jest na linii Kowno – Kibarty. Nazwa pochodzi od pobliskiego miasta Wyłkowyszek.

## Historia
Stacja powstała w XIX w. na linii Wierzbołów-Wilno. Wyłkowyszki (ros. Вильковишки, Wilkowiszki) położone były pomiędzy stacjami Wierzbołów i Pilwiszki.